# Mordfall Michaela Eisch
Michaela Eisch (* 9. Juli 1976 in München; † 17. Mai 1985 ebenda) verschwand am 17. Mai 1985 im Alter von acht Jahren und wurde ermordet. Ihre sterblichen Überreste wurden am 14. Juni 1985 an der Braunauer Eisenbahnbrücke in München gefunden. Die Tat konnte bis heute nicht aufgeklärt werden.

## Leben
Michaela und ihre damals 28-jährige geschiedene Mutter lebten gemeinsam in der Bad-Schachener-Straße in der „Maikäfersiedlung“ im Münchener Stadtbezirk Berg am Laim. Michaelas Mutter arbeitete zum Zeitpunkt des Verschwindens in einem Hotel in der Münchener Innenstadt.

## Verschwinden
Am 17. Mai 1985 um etwa 5 Uhr morgens begab sich Michaelas Mutter zu ihrem Arbeitsplatz. Michaela verbrachte den Vormittag auf einem Spielplatz und bei ihrer Großmutter, ehe sie zwischen etwa 10:30 und 12:00 Uhr aufbrach, um ihre Mutter von der Arbeit abzuholen. Am Tag zuvor hatten sie gemeinsam beschlossen, dass Michaela zum ersten Mal allein mit der U-Bahn vom Innsbrucker Ring zum Hauptbahnhof fahren durfte, um ihre Mutter am Arbeitsplatz in einem Hotel in der Adolf-Kolping-Straße abzuholen. Eine damals 13 Jahre alte Schulfreundin begleitete Michaela nach eigenen Angaben zum U-Bahnhof Michaelibad. Zum vereinbarten Treffen mit der Mutter kam es nicht.
Bis zum späten Nachmittag wurde Michaela im Viertel um die Josephsburg von einem Lehrer und anderen Kindern wiederholt gesehen, zuletzt gegen 17 Uhr von zwei Frauen in der Nähe des späteren Fundorts an der Braunauer Eisenbahnbrücke, zusammen mit einem 25 bis 35 Jahre alten Mann. Das Opfer und der bis heute nicht identifizierte Mörder wurden in der Nähe des Kiosks in der Teutoburger Straße gesichtet. Das Kind soll mit dem Täter über den Zaun ins dicht bewachsene Gelände unterhalb der Braunauer Eisenbahnbrücke (Glockenbachviertel) geklettert sein. Noch am Nachmittag desselben Tages wurde Michaela als vermisst gemeldet.
Trotz einer der größten Suchaktionen, die es bis dahin in der Geschichte der Polizei München gegeben hatte, blieb das Mädchen die nächsten vier Wochen spurlos verschwunden. Für Hinweise zur Aufklärung der Tat oder Festnahme des Täters wurde eine Belohnung von 10.000 DM ausgesetzt.

## Leichenfund und Todesursache
Fast 30 Tage später, am Mittag des 14. Juni, meldete ein Arbeiter des E-Werks starken Verwesungsgeruch in der Nähe des verwilderten Geländes am Bahndamm in der heutigen Hefner-Alteneck-Straße. Was der Arbeiter zunächst für ein totes Reh hielt, erwies sich als die stark verweste Leiche von Michaela Eisch.
Die Gerichtsmediziner stellten fest, dass Michaela auf dem Gelände missbraucht und anschließend mit ihrem eigenen Slip erdrosselt wurde.

## Ermittlungen
Aufgrund mehrerer unabhängiger Zeugenaussagen über den vertraut wirkenden Umgang Michaelas mit dem Unbekannten am Tage ihres Verschwindens lag der Ermittlungsfokus auf dem Umfeld des Mädchens. Die Polizei bildete eine Sonderkommission mit 19 Beamten der Mordkommission und des Sittendezernats. Etwa 200 Verdächtige, die in der Vergangenheit wegen Kindermissbrauchs aufgefallen waren, wurden überprüft. Im Stadtgebiet wurden Fahndungsplakate aufgehängt und im Umkreis von 150 Kilometern Parkplätze und Waldgebiete durchsucht.
Nachdem alle Möglichkeiten in diese Richtung ausgeschöpft waren, wurde vom 8. bis zum 10. Juli 2011 in einer Turnhalle des Polizeianwesens in der Bad Schachener Straße 4 mit Unterstützung des bayerischen Landeskriminalamts eine DNA-Reihenuntersuchung durchgeführt. Diese richtete sich an im erweiterten Bereich der Maikäfersiedlung in Berg am Laim gemeldete männliche Personen. Es war die größte DNA-Reihenuntersuchung der Münchener Polizeigeschichte. Die Polizei forderte 1750 Münchner auf, freiwillig eine Speichelprobe abzugeben, 1173 Männer kamen der Aufforderung nach. Weitere 1000, die nicht mehr in der Stadt lebten, wurden von anderen Polizeidienststellen überprüft. Michaelas Mörder war nicht dabei.

## Besonderheiten

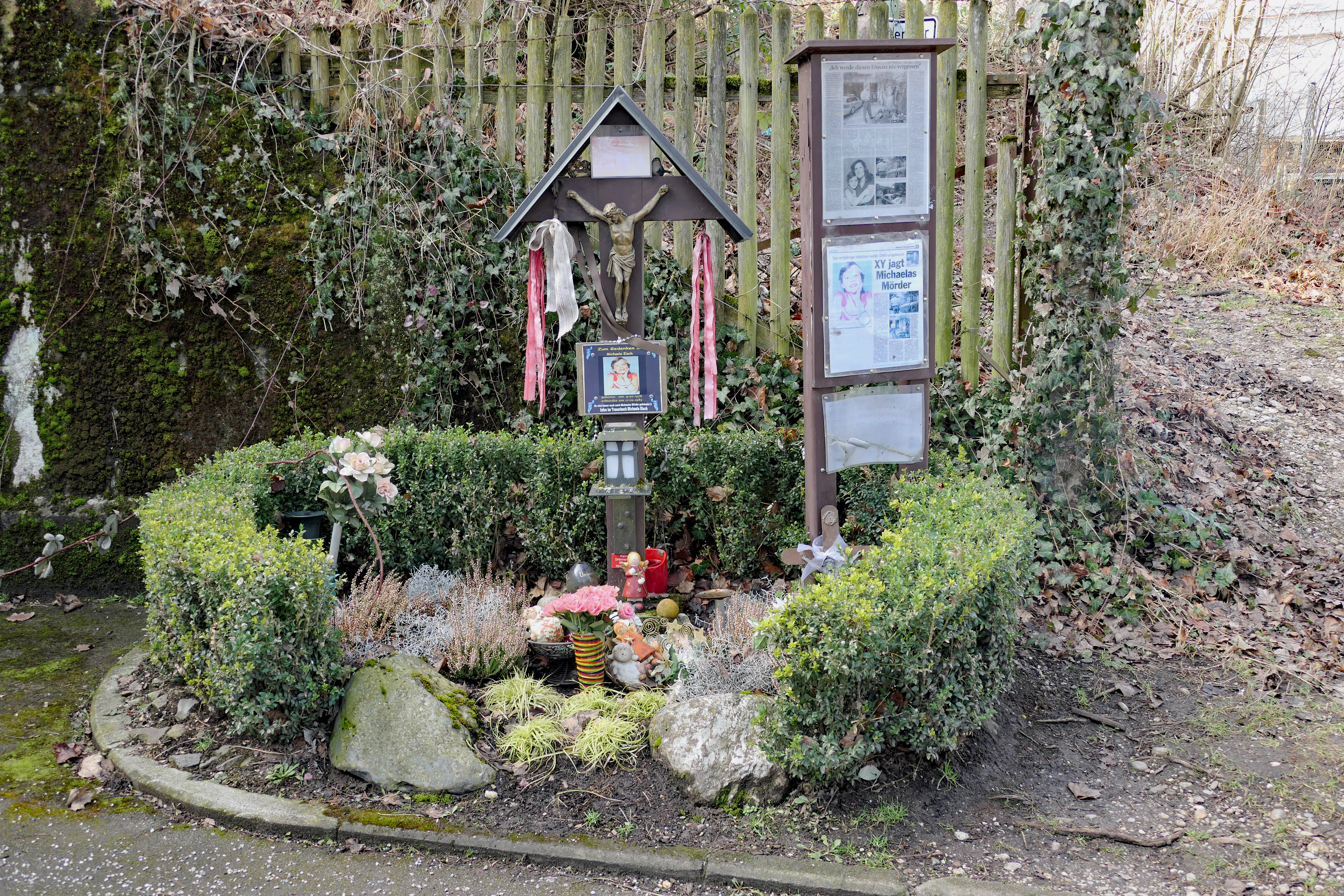
Mahnmal für die ermordete Michaela Eisch an der Braunauer Eisenbahnbrücke

Der Fall ist der einzige ungeklärte Kindermord in München seit Ende des Zweiten Weltkriegs.
Unterhalb der Braunauer Eisenbahnbrücke, in der Nähe des Tatorts, erinnert heute ein Mahnmal an Michaela Eisch.
Michaelas Mutter starb 1992 bei einem Asthmaanfall. Sie wurde in einem gemeinsamen Grab auf dem Ostfriedhof mit Michaela beerdigt. Das Grab ist inzwischen aufgelöst.

## Rezeption
Den Fall griffen die Medien jahrelang immer wieder auf. Unter anderem wurde der Fall mehrmals in der ZDF-Fernsehreihe Aktenzeichen XY … ungelöst vorgestellt und 2002 in der Sendung Ungeklärte Morde – Dem Täter auf der Spur von RTL II behandelt.